# Obiphora intermedia
Obiphora intermedia är en insektsart som först beskrevs av Philip Reese Uhler 1896.  Obiphora intermedia ingår i släktet Obiphora och familjen spottstritar. Inga underarter finns listade i Catalogue of Life.